# Retekszagú kígyógomba
A retekszagú kígyógomba (Mycena pura) lombos- és fenyőerdőkben júniustól októberig termő mérgező gombafaj.

## Megjelenése
A retekszagú kígyógomba kalapja többnyire 2–4 cm átmérőjű, ritkán megnőhet akár 7 cm-es re is. Alakja kúposan domború, de idővel ellaposodik. Színe szárazon leggyakrabban halvány rózsáslilás, nedvesen sötétlilás, de lehet fehéres, szürkésibolya, kékesszürkés vagy egészen kifakuló is. Felülete sima, széle nedvesen bordázott. A kalap húsa vékony, törékeny, vizenyős; retekszagú és retekízű.
Lemezei közepesen sűrűn állnak, színük fehéres, fehéresszürke, sokszor lilás árnyalatú. Hasasan kidomborodnak, a tönk előtt felkanyarodnak. Lehetnek szabadon állók vagy a tönkhöz nőhetnek. Spórapora fehér, spórái elliptikusak, 6-7,5 x 3,5-4 µm-esek, mikroszkóp alatt olajcseppek láthatóak benne.
A tönk 4–6 cm magas, 0,5–1 cm vastag, felfelé vékonyodó, esetleg hengeres. Lehet egyenes vagy kissé meghajolhat. Színe a kalapéhoz hasonló.

### Hasonló fajok
A többi mérgező kígyógombával lehet összetéveszteni. A feketeszegélyű kígyógomba (Mycena pelianthina) inkább szürkés, a kalap szélén sötét sáv található; a rózsás kígyógomba (Mycena rosea) rózsaszínű, sáv nélkül.
A fiatal lilás példányok hasonlíthatnak az ehető lila pereszkéhez, de a kígyógomba egyértelműen kisebb, vékonyabb, törékenyebb.

## Elterjedése és termőhelye
Európában és Észak-Amerikában honos. Magyarországon gyakori gombafaj.
Lombos- és fenyőerdők talaján terem júniustól novemberig. Egyesével vagy csoportosan is nő.
Mérgező gomba, kis mennyiségben muszkarint tartalmaz. Fogyasztása emésztőszervi panaszokkal és érzékcsalódásokkal jár.

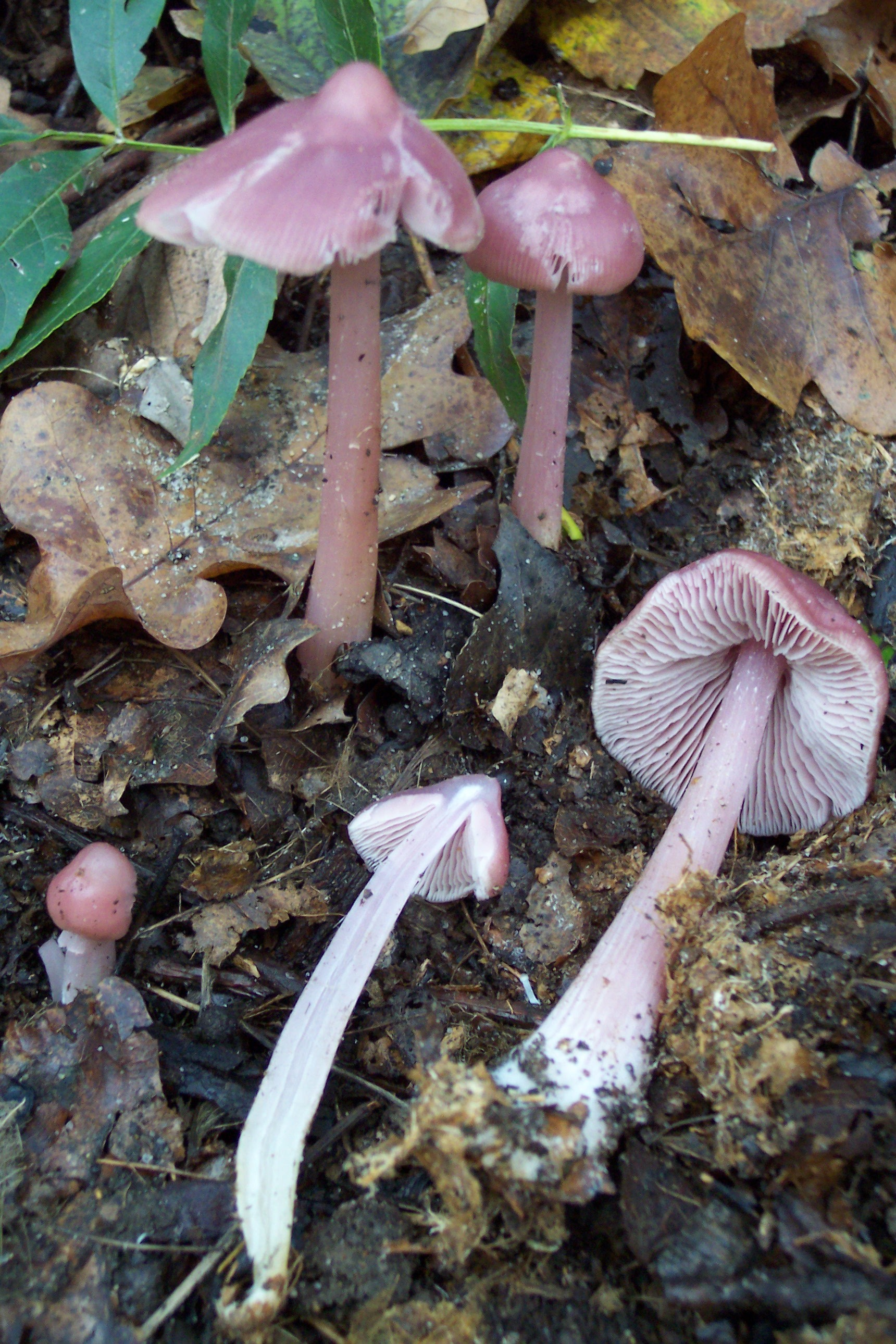
Retekszagú kígyógomba
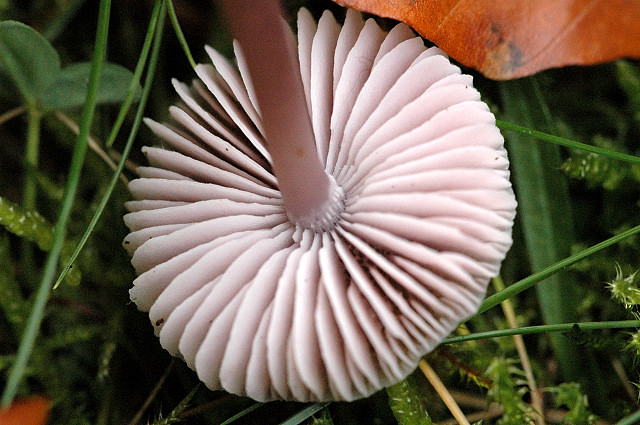
Lemezei
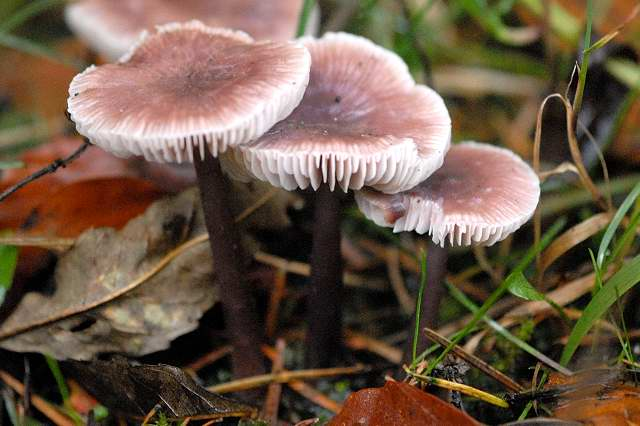
Idősebb példányok
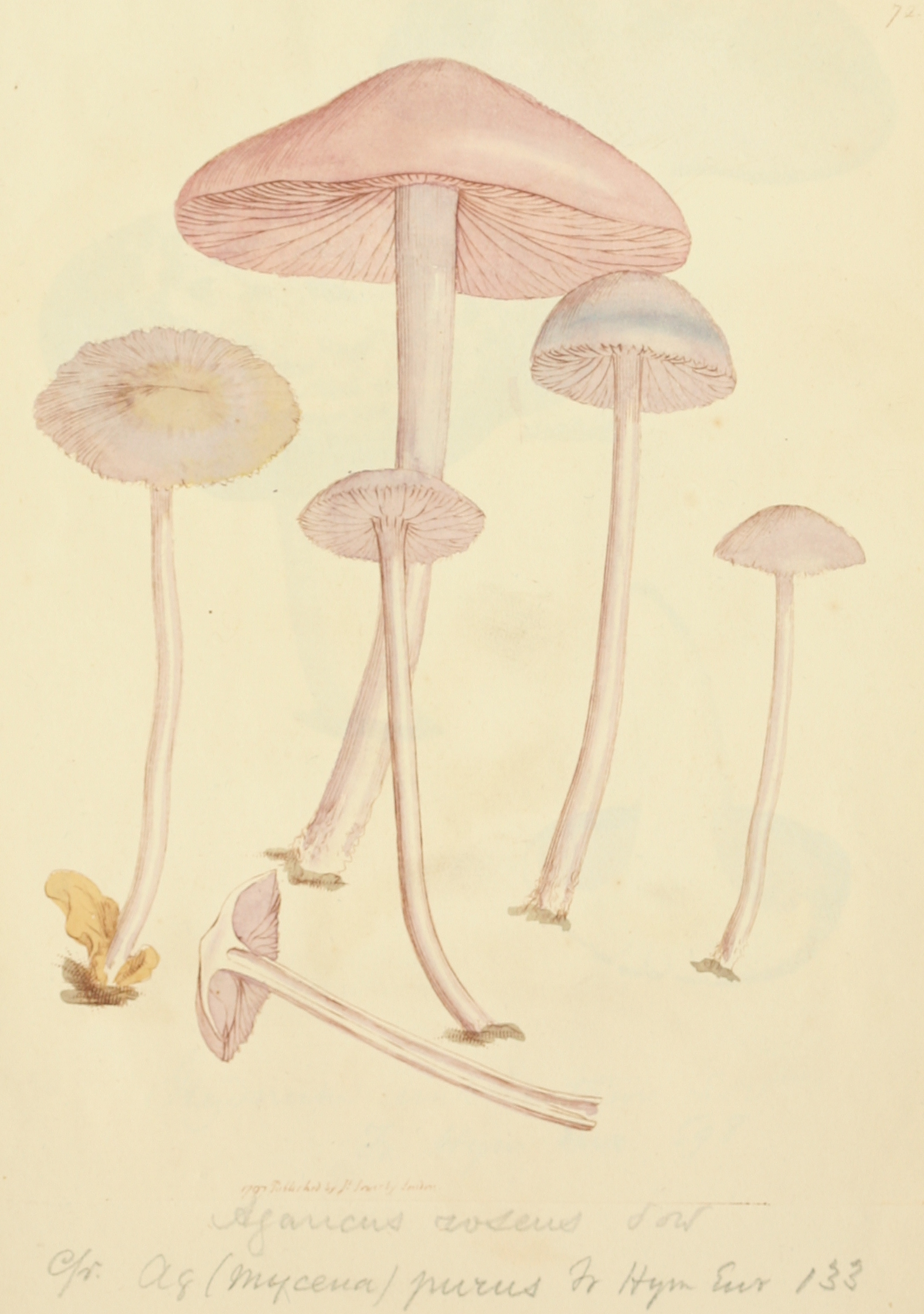
1797-es ábrázolása
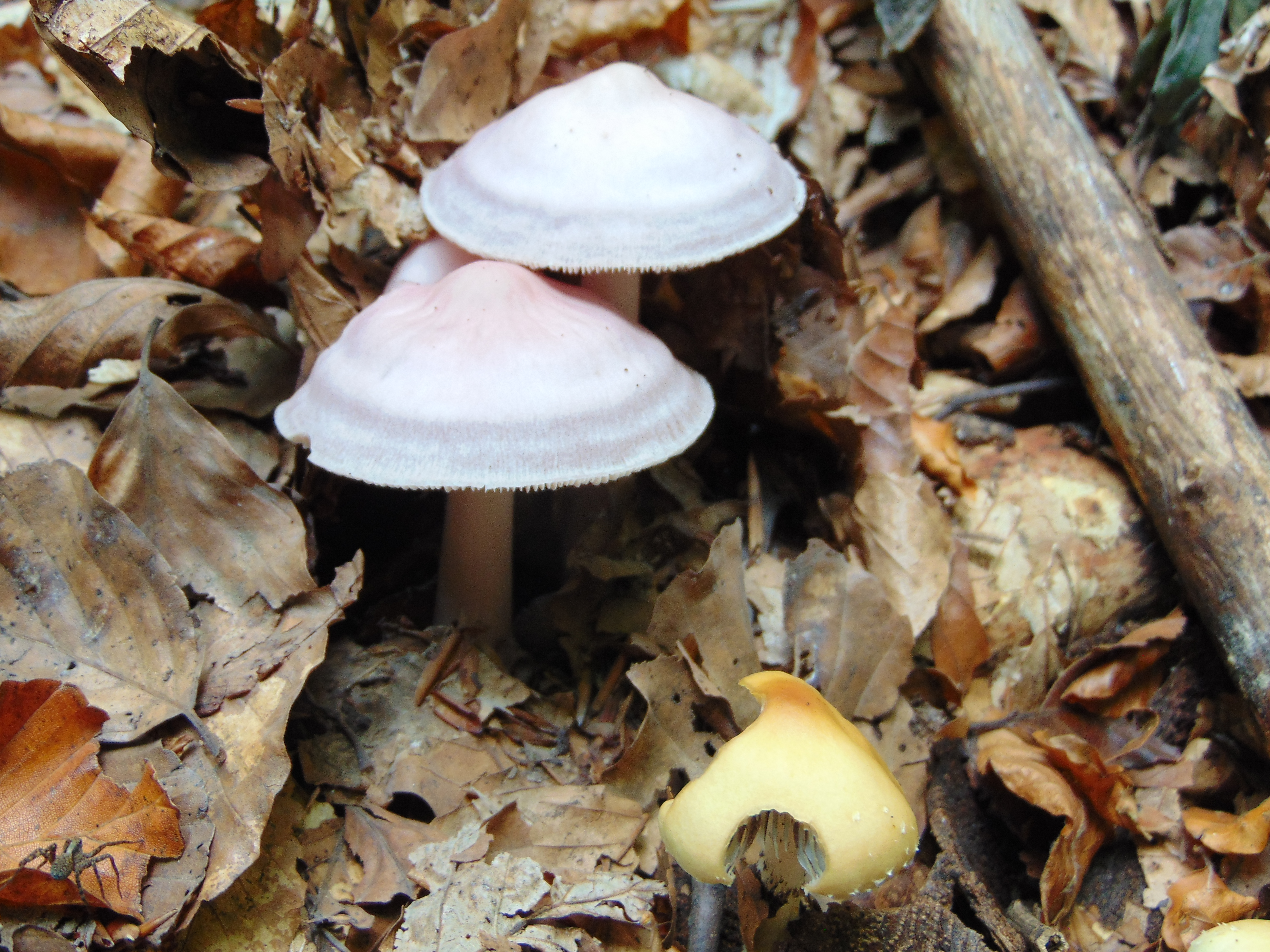
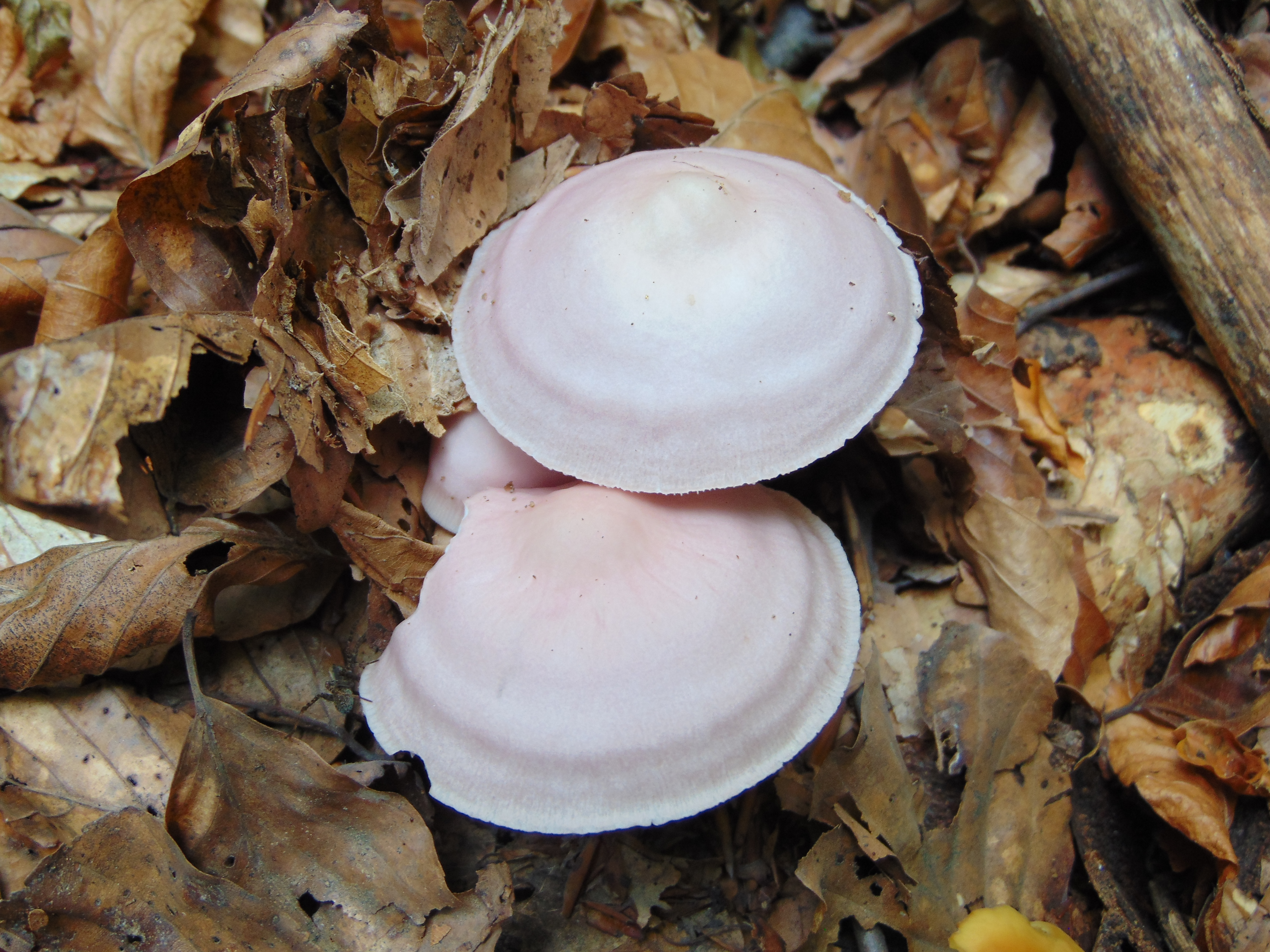
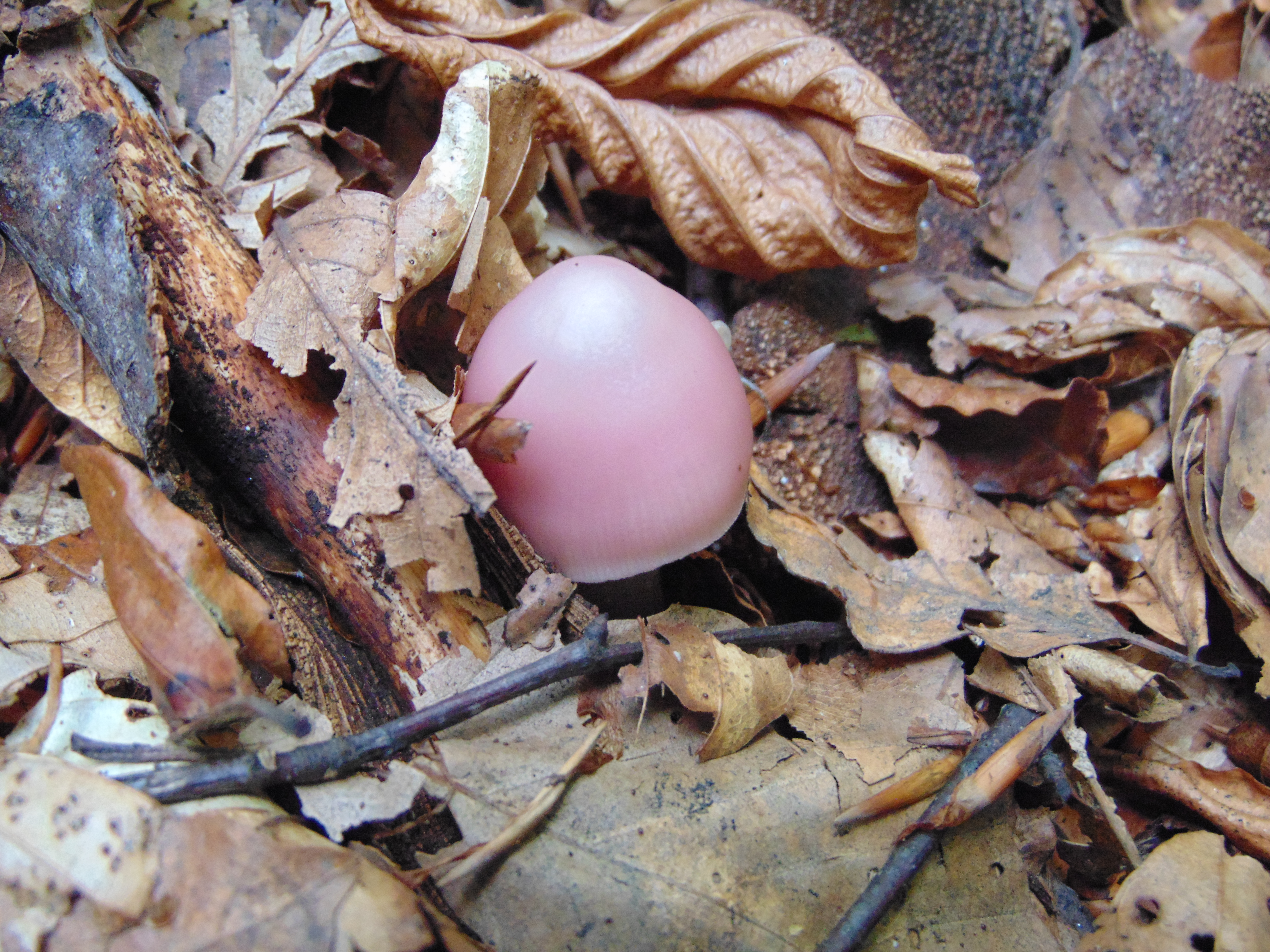
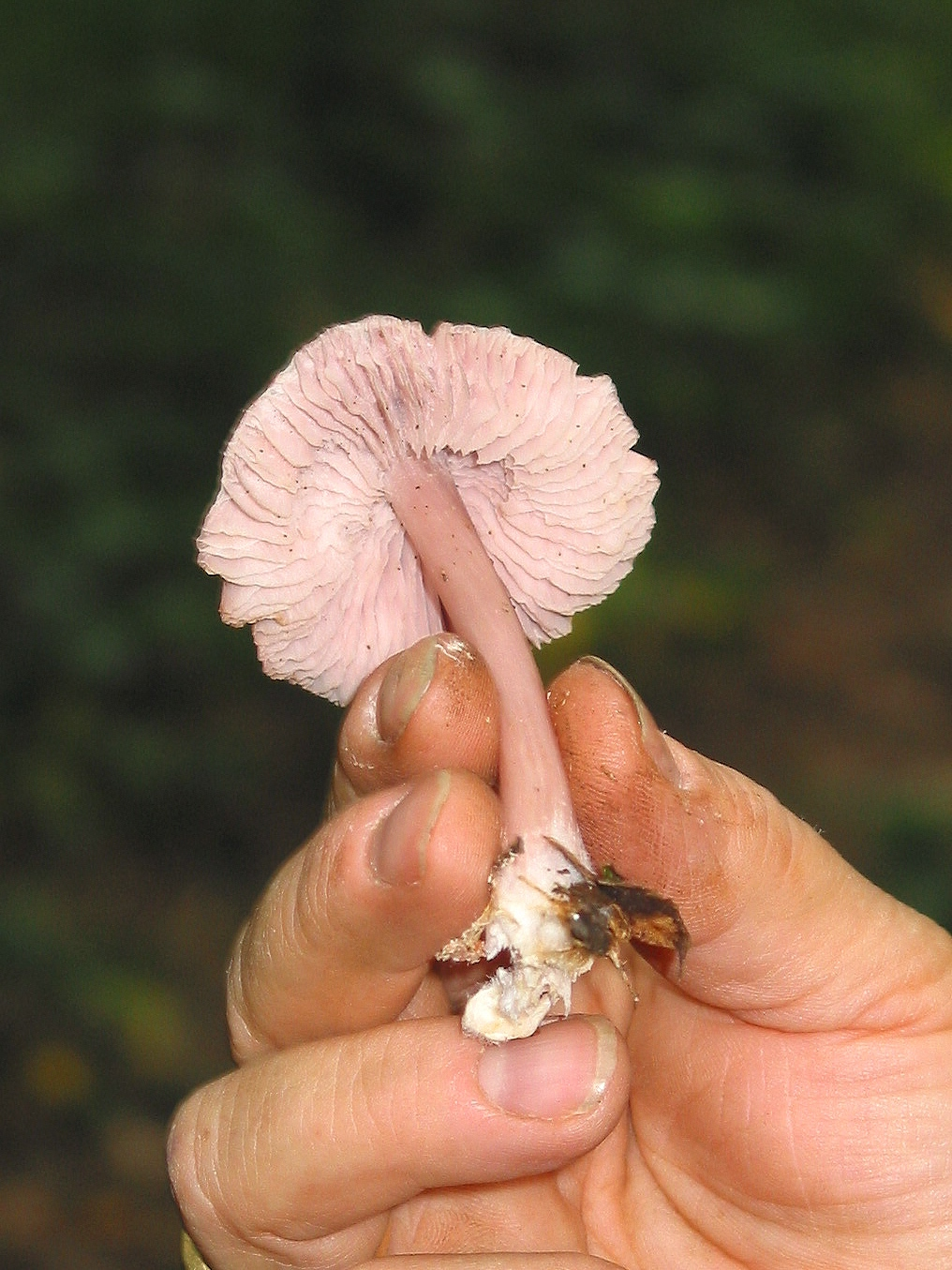